# Lollianus Mavortius
Quintus Flavius Maesius Egnatius Lollianus signo Mavortius (fl. 328-356) était un homme politique de l'Empire romain.

## Biographie
Fils d'Egnatius Lollianus et de sa femme Flavia, petit-fils paternel d'Egnatius Lucillus, petit-fils maternel de Quintus Flavius et de sa femme Maesia, fille de Gaius Maesius Fabius Titianus, c.i. et patrice, et de sa femme Julia, fille de Gaius Julius Camilius Asper, et petite-fille paternelle de Gaius Maesius Aquilius Fabius Titianus (consul ordinaire) et de sa femme Fonteia Frontina, il est le frère d'Egnatia Lolliana, femme de Rufius Caecina Postumianus.
Gouverneur de Campanie (328-335), comes d'Orientis (330-336), proconsul de l'Afrique (334-337), préfet de la Ville de Rome (342), consul (355) et préfet du prétoire de l'Illyrie pour Constance II (355-356), il a encouragé l'écrivain sénatorial Julius Firmicus Maternus pour qu'il rédige un essai astrologique, le Matheseos libri VIII, que l'auteur lui a dédié.
Marié avec Cornelia Severa, fille de Cornelius Severus, petite-fille de Cornelius Severus, arrière-petite-fille de Cornelius Severus et arrière-arrière-petite-fille de Gnaeus Cornelius Paternus, le couple a eu Quintus Flavius Egnatius Placidus Severus.
Au XVIIIe siècle, une statue acéphale de Mavortius a été découverte à Pouzzoles. Après une restauration, cette statue est entrée dans le folklore local comme « saint Mamozio ».